# Toy Soldiers (datorspel)
Toy Soldiers är ett actionstrategispel utvecklat av Signal Studios till Xbox 360. Spelet släpptes på Xbox Live Arcade den 3 mars 2010 och är ett tower defencespel.

## Spelstil
Spelet utspelar sig i en dioramamodell av första världskriget uppbyggt av plast och trä. Dioraman står i ett barns rum och man kan som spelare se objekt utanför dioraman som lampor och ett fönster till exempel. Som spelare styr man en av två arméer som består av Toy soldiers (leksakssoldater), vilket spelets namn antyder.
Spelet innehåller 50 olika autentiska enheter som till exempel stridsvagnar, flygplan, kanoner, kulsprutor osv från första världskriget. Infanteri är de enda enheterna som spelaren själv inte kan kontrollera. Spelaren kan välja att styra en specifik enhet från ett tredjepersonsperspektiv eller låta den artificiella intelligensen styra alla enheter utan att spelaren lägger sig i. När leksakssoldaterna skjuts sprängs de till plastbitar och spelet innehåller inget blod för att hålla åldersgränsen nere.
Toy Soldiers är ett tower defencespel där man försvarar en bas i form av en leksakslåda. Fiendens styrkor får inte ta sig in i lådan och när ett visst antal fiender gjort så, förlorar man spelet. I kampanjläget kan man spela som tysk eller britt i 24 olika nivåer. När man klarat ett kampanjläge låses ett överlevnadsläge upp där man ska slåss mot fiendens vågor så länge som möjligt. Spelet innehåller fyra svårighetsgrader. 
Spelet stöder inte co-opspelande i kampanjläget men det finns ett multiplayerläge. Antingen kan man spela över Xbox Live mot andra spelare eller lokalt på en konsol med en medspelare. I multiplayer måste spelaren både försvara sin leksakslåda samt attackera sin motståndares låda.

## Utveckling
Microsoft räknar med att Toy Soldiers kommer att bli en av de största arkadspelen som släpps detta år på Xbox Live Arcade. Uttalanden från Microsoft jämförde spelet med Battlefieldserien men att detta spel skulle vara mer lättillgänglig.
Spelet innehåller också gamla låtar som Goodbye, Dolly Gray och She May Have Seen Better Days. Dessa spelas i huvudmenyn och när spelet startas.

## Utgivning
Toy Soldiers släpptes den 3 mars 2010. Innan dess släppte Microsoft, den 12 februari 2010, Toy Soldiers: Match Defense till Facebook, ett spel som hör ihop med det till Xbox 360. Detta spel går ut på att användarna ska tillsammans erövra länder och vinna Europa.